# GOLDEN☆BEST ブレッド&バター
『GOLDEN☆BESTブレッド&バター』（ゴールデン・ベスト ブレッド&バター）は、ブレッド&バターのベスト・アルバム。2005年4月20日にBMGファンハウスより発売。
1984年から1996年に在籍したファンハウス時代の音源を収録しているため、「あの頃のまま」などは1989年に再録された音源を使用している。

## 収録曲
全曲編曲：Murray Weinstock（特記以外）
1. ピンク・シャドウ（1989 Recording Version）[1]
作詞・作曲：岩沢幸矢、岩沢二弓　4分15秒
2. あの頃のまま（1989 Recording Version）[1][2]
作詞・作曲：呉田軽穂　4分29秒
3. 奇蹟のヴィーナス[3]
作詞：石川あゆ子　作曲：岩沢二弓　編曲：新川博　4分40秒
4. 特別な気持ちで （I JUST CALLED TO SAY I LOVE YOU）
作詞・作曲：スティーヴィー・ワンダー　日本語詞：呉田軽穂　編曲：伊藤心太郎　4分11秒[4]
5. MONDAY MORNING（1989 Recording Version）[1]
作詞：山上路夫　作曲：岩沢幸矢
6. If （日本語ヴァージョン）
作詞・作曲：David Gates　日本語詞：岡田冨美子　編曲：田原音彦、徳武弘文　3分34秒
ヤマザキ「ダブルソフト」CMイメージ曲。アメリカのグループ、ブレッドの曲のカヴァー。
7. 夢がとぶ
作詞：安井かずみ　作曲：加藤和彦　編曲：武部聡志　4分20秒
8. ワイオミング・ガール
作詞・作曲：井上陽水　4分01秒
9. Fine Line
作詞：岩沢二弓、山川啓介　作曲：岩沢二弓　4分06秒
10. 君がいた夏（セイラリエス）
作詞：MANNA　作曲：岩沢幸矢　4分16秒
湘南ブランド・SEILALIES イメージソング
11. DANCING IN THE NIGHT（1989 Recording Version）[1]
作詞：岩沢幸矢、吉田いつか　作曲：岩沢二弓　4分07秒
12. さよならの贈り物
作詞：売野雅勇　作曲・編曲：芹澤廣明　4分06秒
映画「タッチ2」主題歌。
13. センチメンタル・フレンド（『ベスト'92〜奇蹟のヴィーナス』収録ヴァージョン）
作詞：岩沢二弓、田口俊　作曲：岩沢二弓　編曲：松任谷正隆　3分42秒
14. Remember My Love
作詞・作曲・編曲：スティーヴィー・ワンダー　3分47秒
15. マリエ（1989 Recording Version）[1]
作詞・作曲：岩沢幸矢、岩沢二弓　3分49秒
16. BALLAD（1989 Recording Version）[1]
作詞：岩沢幸矢、岩沢二弓　作曲：岩沢幸矢　3分57秒